# Sturnella lilianae
Sturnella lilianae (лат.) — вид птиц рода луговых трупиалов семейства трупиаловых. Выделяют два подвида.

## Этимология
Родовое название «Sturnella» является уменьшительным от латинского слова «sturnus», что означает «скворец», а видовое название «lilianae» дана в память о Лилиан Конверс Ханне Болдуин (1852—1948), жене орнитолога и сенатора Самуэля Болдуина (Samuel Prentiss Baldwin).

## Ареал
Вид распространен в центральной и юго-восточной Аризоне, центральной части Нью-Мексико и западном Техасе от юга до северо-востока Соноры и северной части Чиуауа, есть записи о гнездовании в южной части Колорадо; и в западной Мексике от южного Синалоа, береговой линии Наярита и южного Дуранго до восточного трансвулканического пояса штата Мехико.

## Среда обитания
Местом размножения этого вида являются засушливые пустынные луга на юго-западе США, низменности Тихого океана на западе Мексики и орошаемые посевы в центральной Мексике.